# Barville-en-Gâtinais
Barville-en-Gâtinais és un municipi francès, situat al departament del Loiret i a la regió de Centre. L'any 2007 tenia 268 habitants.

## Demografia

### Població
El 2007 la població de fet de Barville-en-Gâtinais era de 268 persones. Hi havia 102 famílies, de les quals 26 eren unipersonals (11 homes vivint sols i 15 dones vivint soles), 36 parelles sense fills, 36 parelles amb fills i 4 famílies monoparentals amb fills.
La població ha evolucionat segons el següent gràfic:
Habitants censats

### Habitatges
El 2007 hi havia 142 habitatges, 106 eren l'habitatge principal de la família, 33 eren segones residències i 4 estaven desocupats. 139 eren cases i 2 eren apartaments. Dels 106 habitatges principals, 100 estaven ocupats pels seus propietaris, 4 estaven llogats i ocupats pels llogaters i 2 estaven cedits a títol gratuït; 4 tenien dues cambres, 16 en tenien tres, 29 en tenien quatre i 57 en tenien cinc o més. 74 habitatges disposaven pel capbaix d'una plaça de pàrquing. A 47 habitatges hi havia un automòbil i a 55 n'hi havia dos o més.

### Piràmide de població
La piràmide de població per edats i sexe el 2009 era:
| Homes | Edats   | Dones |
| ----- | ------- | ----- |
| 0     | 95 o +  | 0     |
| 0     | 90 a 94 | 0     |
| 0     | 85 a 89 | 0     |
| 0     | 80 a 84 | 0     |
| 4     | 75 a 79 | 8     |
| 12    | 70 a 74 | 16    |
| 8     | 65 a 69 | 4     |
| 4     | 60 a 64 | 16    |
| 12    | 55 a 59 | 8     |
| 4     | 50 a 54 | 8     |
| 8     | 45 a 49 | 0     |
| 12    | 40 a 44 | 0     |
| 4     | 35 a 39 | 12    |
| 4     | 30 a 34 | 4     |
| 4     | 25 a 29 | 4     |
| 8     | 20 a 24 | 0     |
| 8     | 15 a 19 | 8     |
| 4     | 10 a 14 | 4     |
| 8     | 5 a 9   | 0     |
| 0     | 0 a 4   | 4     |

## Economia
El 2007 la població en edat de treballar era de 148 persones, 124 eren actives i 24 eren inactives. De les 124 persones actives 119 estaven ocupades (64 homes i 55 dones) i 6 estaven aturades (2 homes i 4 dones). De les 24 persones inactives 7 estaven jubilades, 6 estaven estudiant i 11 estaven classificades com a «altres inactius».

### Ingressos
El 2009 a Barville-en-Gâtinais hi havia 115 unitats fiscals que integraven 290 persones, la mediana anual d'ingressos fiscals per persona era de 18.933 €.

### Activitats econòmiques
Dels 9 establiments que hi havia el 2007, 1 era d'una empresa de fabricació d'altres productes industrials, 2 d'empreses de comerç i reparació d'automòbils, 1 d'una empresa de transport, 1 d'una empresa d'hostatgeria i restauració, 2 d'empreses de serveis i 2 d'empreses classificades com a «altres activitats de serveis».
Dels 3 establiments de servei als particulars que hi havia el 2009, 1 era un taller de reparació d'automòbils i de material agrícola, 1 perruqueria i 1 restaurant.
L'any 2000 a Barville-en-Gâtinais hi havia 6 explotacions agrícoles.

## Poblacions més properes
El següent diagrama mostra les poblacions més properes.